# Johan Hin
Johannes Jozef Antonius Hin (ur. 3 stycznia 1899 w Haarlemie, zm. 29 czerwca 1957 tamże) – holenderski żeglarz, dwukrotny olimpijczyk, zdobywca złotego medalu w regatach na letnich igrzyskach olimpijskich w 1920 roku w Antwerpii.
Na Letnich Igrzyskach Olimpijskich 1920 zdobył złoto w żeglarskiej klasie jole 12-stopowe wraz z bratem Fransem i ojcem Cornelisem na jachcie Beatrijs III. Cztery lata później zajął zaś 5. lokatę w klasie monotyp olimpijski.